# Hornsey

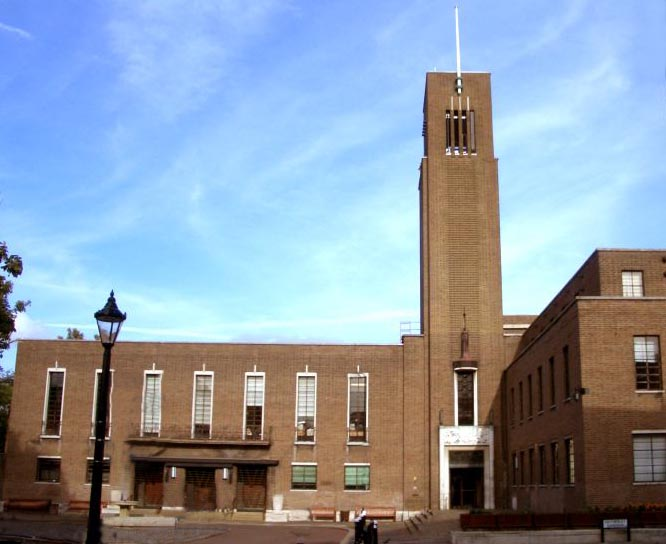
Hornsey.

Hornsey är en stadsdel (district) i London Borough of Haringey, London. Hornsey var tidigare en "municipal borough" i grevskapet Middlesex.  
Hornsey är känt för Alexandra Palace, ett stort nöjespalats, norra Londons motsvarighet till Kristallpalatset.